# Петрович, Виктор Бранкович
Виктор Бранкович Петрович (4 сентября 1923, Вознесенск — 4 июля 1984, Одесса) — профессор, ректор Одесского государственного педагогического института имени К. Д. Ушинского.

## Биография
Родился 4 сентября 1923 года в Вознесенске.
В годы Великой Отечественной войны воевал в составе частей 3-го, 4-го Украинского, Забайкальского фронтов. Вместе с Красной Армией прошёл дорогами Болгарии, Венгрии, Китая, Монголии, Польши, Румынии, Чехословакии, Югославии.
После увольнения из армии в 1947 году обучался на экономическом факультет Одесского государственного университета имени И. И. Мечникова, на курсах подготовки преподавателей общественных дисциплин при Киевском госуниверситете имени Т. Шевченко.
В 1954 году защитил кандидатскую диссертация, а в 1974 году диссертацию на соискание учёной степени доктора экономических наук. В 1975 году присвоено учёное звание профессора по кафедре политической экономии.
С сентября 1953 года до февраля 1977 года преподавал в Одесском институте народного хозяйства, занимал должности ассистента, доцента, профессора, декана факультета, проректора по учебной работе.
С февраля 1977 года по июль 1984 года был ректором Одесского государственного педагогического института имени К. Д. Ушинского.
Умён 4 июля 1984 года в Одессе. Похоронен на Новогородском (Таировском) кладбище.

## Научная деятельность
Как исследователь анализировал вопросы экономических отношений в сельскохозяйственном производстве. Являлся автором около 50 работ, в том числе 3 монографий.

##### Работы
- Валовий доход та гарантована оплата праці в колгоспах /В. Б. Петрович. — Київ: КДУ, 1970. — 186 с.
- Проблемы совершенствования оплаты труда в колхозно — кооперативном секторе: Вопросы методологии и практики/ В. Б. Петрович. — Київ.: Вища школа, 1978. — 255 с.

## Награды
- Ордена Красной Звезды, «Знак Почёта»
- Медали «За отвагу» (2), «За освобождение Праги», «За победу над Германией в Великой Отечественной войне 1941—1945 гг.», «За победу над Японией»
- Звание «Заслуженный работник высшей школы Украинской ССР»
- Медаль А. С. Макаренко, знак «Отличник народного образования УССР»